# Боровой, Виталий Михайлович
Вита́лий Михайлович Борово́й (18 января 1916, застенок Нестеровка, Вилейский уезд, Виленская губерния — 7 апреля 2008, Москва, Россия) — священник Русской православной церкви, протопресвитер, профессор, доктор богословия.
С 22 февраля 1963 года до 7 октября 1995 года был заместителем председателя отдела внешних церковных сношений Московской патриархии.

## Биография
Родился 18 января 1916 года в застенке Нестеровка Вилейского уезда Виленской губернии (ныне Докшицкий район Витебской области) в 1 км от железнодорожной станции Парафьянов, в бедной крестьянской семье. Его отец уехал на заработки в США, следом отправилась беременная мать, но в порту её завернул санитарный кордон, так как у неё был колтун на голове. После Гражданской войны село отошло к Польше.
В 1929 году после окончания 7-классной народной польской школы в деревне Заборцы по благословению и ходатайству местного священника Евстафия Недельского, настоятеля прихода Великие Ситцы, поступил в 4-й класс Виленской духовной семинарии.
В 1936—1939 годах учился на богословском факультете Варшавского университета, где слушал лекции Николая Арсеньева, Михаила Зызыкина, будущего священномученика Григория (Перадзе) и др. По собственным словам: «в Варшавском университете я готовился быть историком, последователем В. В. Болотова, и собирался о нём писать. В душе я историк. Но моя жизнь повернулась так, что я ничего не написал»
После вхождения Западной Белоруссии в СССР, с осени 1939 года преподавал русский и белорусский языки и литературу в школе в деревне Заборцы. В 1941 году, после закрытия школы в условиях германской оккупации, стал чтецом в храме Серафима Саровского в селе Ситцы Докшицкого района.
С ноября 1941 года служил делопроизводителем Минской духовной консистории; с марта 1942 года был секретарём архиепископа Минского Пантелеимона (Рожновского) и находившегося в Минске архиепископа Могилёвского Филофея (Нарко). По отстранении германскими властями в июне 1942 года митрополита Пантелеимона от управления епархией Боровой уехал в Нестеровку; с возвращением первого к управлению епархией в апреле 1943 года, в октябре того же года Боровой вновь стал секретарём Минского епархиального управления.
Осенью 1944 года, ввиду наступления Красной Армии, подлежал эвакуации вместе с белорусскими архиереями в Германию; но в Гродно с женой тайно покинул железнодорожный вагон, добрался до Минска, где поселился у родных.
После освобождения Минска посетил прибывшего с Красной армией нового архиепископа Минского Василия (Ратмирова) для передачи ему епархиальных дел. Позднее был арестован СМЕРШем, но освобождён благодаря заступничеству архиепископа с условием назначения на место священника в провинции (тогда как сам Виталий Боровой хотел оставаться светским ученым подобно Василию Болотову).
29 октября 1944 года в Минске был рукоположён во диакона, а 1 ноября — во пресвитера; назначен настоятелем Петропавловского собора в Гомеле. О Василие Ратмирове Дмитрий Поспеловский на основании своей беседы в 1979 году с Боровым писал: «<…> тип до того нравственно опустившийся, что спасённый им из тюрьмы Виталий Боровой, впоследствии профессор-протопресвитер и один из архитекторов внешней политики Московского патриархата с конца 40-х гг. до начала перестройки, долго сомневался в благодатности своего священства, полученного из рук этого иерарха». Другие источники не подтверждают сомнений Борового в своём рукоположении. Так, А. С. Буевский сообщает, что в Гомеле «раскрылся пастырский и проповеднический дар молодого священника».
Принимал участие в организации сначала богословских курсов, а затем Минской семинарии в Жировицком монастыре, где был преподавателем.
В 1953 году экстерном окончил Ленинградскую духовную академию со степенью кандидата богословия, там же преподавал историю Древней церкви; в 1962 году получил степень доктора богословия.

## В отделе внешних церковных сношений Московского патриархата
С 28 августа 1960 года по 15 февраля 1961 года — заместитель председателя отдела внешних церковных сношений Московского патриархата (ОВЦС МП).
В сентябре 1961 году был включён в делегацию Русской православной церкви на I Родосское Всеправославное совещание.
10 октября 1962 года постановлением Священного синода был назначен членом делегации наблюдателей Московского патриархата на II Ватиканском соборе.
29 ноября 1962 года решением Священного синода освобождён от временного исполнения обязанностей представителя Московского патриархата при Всемирном совете церквей (ВСЦ).
С 22 февраля 1963 по 23 июня 1966 года — 2-й заместитель председателя, с 15 декабря 1972 года — консультант, с 26 декабря 1984 по 14 ноября 1989 года — заместитель председателя, со 2 октября 1997 года — внештатный консультант ОВЦС МП.
Принимал участие во многих экуменических встречах, межправославных совещаниях, международных миротворческих конференциях.
Был активным участником подготовки вступления Московского патриархата во ВСЦ. С марта 1962 года в течение 13 лет (с перерывами) был представителем Московского патриархата при ВСЦ, настоятелем храма Рождества Богородицы в Женеве; участвовал в работе Ассамблей ВСЦ с III по VII.
Состоял членом Синодальной богословской комиссии со времени её учреждения в 1960 году.
В 1973—1978 годах был настоятелем Богоявленского патриаршего собора в Елохове. С 1984 года был почётным настоятелем храма Воскресения Словущего на Успенском Вражке в Москве.
2 июня 2006 года в центре религиозной литературы Всероссийской государственной библиотеки иностранной литературы в Москве состоялась презентация сборника его проповедей «Быть свидетелями Христа».
Скончался 7 апреля 2008 года, в день празднования Русской церковью Благовещения. На день кончины был, согласно сообщениям СМИ, «старейшим по хиротонии клириком Русской православной церкви».
Отпевание совершил 9 апреля 2008 года в Богоявленском соборе в Елохове митрополит Смоленский и Калининградский Кирилл (Гундяев); похоронен на Хованском кладбище Москвы.

## Память
24 мая 2016 года на погосте церкви Святого Целителя Пантелеймона в местечке станция Парафьяново близ места рождения Виталия Борового в Докшицком районе Витебской области архиепископ Полоцкий и Глубокский Феодосий (Бильченко) освятил памятный камень с укреплённым на нём барельефом.
В Минской духовной семинарии установлена памятная табличка в часть протопресвитера Виталия Борового.

## Публикации
- Церковные торжества в Минске [наречение и хиротония архимандрита Митрофана (Гутовского) во епископа Бобруйского] // Журнал Московской Патриархии. М., 1953. — № 8. — С. 7-16.
- Символы веры и Соборы // Журнал Московской Патриархии. М., 1956. — № 9. — С. 58-62.
- На Соборе Православной Церкви в Чехословакии // Журнал Московской Патриархии. М., 1959. — № 1. — С. 72-73.
- Сессия Центрального Комитета Всемирного Совета Церквей на о. Родосе (заметки наблюдателя) // Журнал Московской Патриархии. М., 1959. — № 10. — С. 42-54.
- Collectio Avellana как исторический источник (к истории взаимоотношений Востока и Запада в конце V и начале VI вв.) // Богословские труды. М., 1960. — № 1. — С. 111—139
- К сессии Центрального Комитета Всемирного Совета Церквей в Сент-Эндрюсе (Шотландия) 16-24 августа 1960 года (заметки наблюдателей) // Журнал Московской Патриархии. М., 1960. — № 11. — С. 63-78. (в соавторстве)
- Пленум комиссии «Вера и устройство» в г. Сент-Эндрюсе (Шотландия) (август 1960 года) // Журнал Московской Патриархии. М., 1960. — № 12. — С. 41-52. (в соавторстве)
- К вопросу о базисе Всемирного Совета Церквей // Журнал Московской Патриархии. М., 1961. — № 2. — С. 69-75.
- О мерах по усилению общехристианской борьбы за всеобщее разоружение и мир (заявление членов ЦК Всемирного Совета Церквей от Русской Православной Церкви на сессии Центрального комитета Всемирного Совета Церквей, Париж 1962 год) // Журнал Московской Патриархии. М., 1962. — № 9. — С. 35-37. (в соавторстве)
- Проблема сосуществования как завет жизни и мира (содоклад на II Всехристианском Мирном Конгрессе 1964 г.) // Журнал Московской Патриархии. М., 1964. — № 8. — С. 44-55.
- Требования и уместность богословия по отношению к социальным революциям нашего времени [доклад на пленуме Конференции] // Журнал Московской Патриархии. М., 1966. — № 9. — С. 76-79.
- Вопросы мира и сотрудничества с богословской точки зрения (в свете документов Всемирного Совета Церквей) // Журнал Московской Патриархии. М., 1971. — № 4. — С. 48-51.
- Тезисы по докладам «Учение о Евхаристии в современном экуменическом контексте» // Журнал Московской Патриархии. М., 1974. — № 1. — С. 60-61 (в соавторстве).
- Тезисы [VIII Богословского собеседования «Арнольдсхайн-VIII» между представителями Русской Православной Церкви и Евангелической Церкви Германии (ФРГ) (10-13 октября 1979 года в Одессе)] к докладам «Согласованные заявления, выработанные Комиссией „Вера и церковное устройство“ по Крещению, Евхаристии и Священству, и вопрос об их признании в Русской Православной Церкви и в Евангелической Церкви Германии» // Журнал Московской Патриархии. М., 1980. — № 3. — С. 56. (в соавторстве)
- Жизнь в единстве // Журнал Московской Патриархии. 1984. — № 1. — С. 73-78.
- Тезисы доклада : «Оценка документов Лимы о Крещении, Евхаристии и Священстве» [десятое богословское собеседование между представителями Русской Православной Церкви и Евангелической Церкви в Германии, ФРГ, — «Арнольдсхайн-Х»] // Журнал Московской Патриархии. 1985. — № 2. — С. 62-63.
- В праздник Покрова Божией Матери // Журнал Московской Патриархии. 1985. — № 12. — С. 30-32.
- Святые мученицы Вера, Надежда, Любовь и мать их София // Журнал Московской Патриархии. 1987. — № 9. — С. 44-46.
- О «безумном богаче». В Неделю 26-ю по Пятидесятнице // Журнал Московской Патриархии. 1987. — № 11. — С. 50-53.
- Россия и Богоматерь // Журнал Московской Патриархии. 1988. — № 8. — С. 52-54.
- Церковь и спасение (в Неделю святых праотец) // Журнал Московской Патриархии. 1988. — № 12. — С. 41-42.
- Проповедь в Русском Успенском соборе в Лондоне во время Ламбетской конференции. 30 июля 1978 года // Православная община. — М.: Издательство Свято-Филаретовского института, 1991. — № 3. — С. 6-9.
- О «безумном богаче»: Проповедь 27 ноября 1977 г. // Православная община. — М.: Издательство Свято-Филаретовского института, 1991. — № 4. — С. 6-10.
- В неделю о Фоме: Проповедь 17 апреля 1977 г. // Православная община. — М.: Издательство Свято-Филаретовского института, 1991. — № 5. — С. 5-8.
- О богоизбранности : Проповедь // Православная община. М.: Издательство Свято-Филаретовского института, 1991. — № 1. — С. 7-8.
- Святость: Проповедь // Православная община. — М.: Издательство Свято-Филаретовского института, 1991. — № 1. — С. 9-10.
- За всенощной в день памяти святому апостолу Иоанну Богослову: Проповедь 20 мая 1975 г. // Православная община. — М.: Издательство Свято-Филаретовского института, 1991. — № 6. — С. 5-9.
- За всенощной на праздник Владимирской иконы Божией Матери: Проповедь // Православная община. — М.: Издательство Свято-Филаретовского института, 1992. — № 7. — С. 5-10.
- «Слава в вышних Богу, и на земле мир, в человецех благоволение»: Проповедь 9 января 1986 г. // Православная община. — М.: Издательство Свято-Филаретовского института, 1992. — № 10. — С. 3-5.
- Выступление и ответы на вопросы // Братство в православии: сборник материалов ежегодной встречи Преображенского братства (III Преображенский собор 15-19 августа 1992 г.). — М.: [б. и.]. 1993. — С. 8-22.
- Церковь Христова, её природа. Автокефальные Поместные Церкви // Журнал Московской Патриархии. 1993. — № 10. — С. 8-19; № 11. — С. 25-34.
- Об актуальности богословского наследия о. Николая Афанасьева // Православная община. — М.: Издательство СвятоФиларетовского института, 1993. — № 16-18. — С. 38-50.
  - Об актуальности богословского наследия о. Николая Афанасьева // Афанасьевские чтения: Наследие профессора-протопресвитера Николая Афанасьева и проблемы современной церковной жизни: материалы международной богословской конференции памяти о. Николая Афанасьева (к 100-летию со дня рождения). — М. : МВПХШ, 1994. — 212 с. — С. 10-24
- [О братствах] // Приход, община, братство, Церковь: сборник материалов ежегодной встречи Преображенского братства («II Преображенский собор») 17-19 августа 1991 г. / ПСМБ. — 2-е изд., испр. — М. : [б. и.], 1994. — 84 с. — С. 36-42
- Миссия Русской Православной Церкви: история и перспектива // Миссия церкви и современное православное миссионерство: международная богословская конференция к 600-летию свт. Стефана Пермского. Московская высшая православно-христианская школа (9-11 октября 1996). — М.: Свято-Филаретовская московская высшая православно-христианская школа, 1997. — 226 с. — С. 30-38
- Миряне и церковь // Миряне в церкви: материалы Международной богословской конференции. Москва, август 1995 г. — М.: Свято-Филаретовская московская высшая православно-христианская школа, 1999. — 223 с. ; 21 см. — ISBN 5-89100-019-9. — С. 48-61
- Возрождение прихода в понимании священноначалия Русской православной церкви накануне революции и в современных условиях // Приход в Православной церкви: материалы международной богословской конференции. Москва, октябрь 1994 г. — М.: Изд-во Свято-Филаретовской МВПХШ, 2000. — 251 с. — С. 42-61
- О «богословских добродетелях» : Слово в день памяти свв. мучениц Веры, Надежды, Любови и матери их Софии (29.09.77) // Православная община. 2000. — № 4 (58). — С. 11.
- Понимание богослужения и учение Церкви // Язык Церкви: Материалы Международной богословской конференции (Москва, 22-24 сентября 1998 г.). — М.: Свято-Филаретовская московская высшая православно-христианская школа, 2002. — 352 с. — С. 261—273
- Христианская школа — как она видится сегодня // Предание Церкви и предание Школы: Материалы Международной богословской конференции (Москва, 22-24 сентября 1999 г.). — М.: МВПХШ, 2002. — 328 с. — С. 55-66
- Митрополит Никодим и церковная ситуация середины XX века // Личность в Церкви и обществе: Материалы Международной научно-богословской конференции (Москва, 17-19 сентября 2001 г.). — М. : Московская высшая православно-христианская школа, 2003. — 448 с. — С. 215—226.
- «Мы должны помочь нашим иерархам в противостоянии злу в церкви» // О мирном и непримиримом противостоянии злу в церкви и обществе: Материалы международной богословской конференции (Москва, 28-30 сентября 2005 г.). — М. : Свято-Филаретовский православно-христианский институт, 2007. — 464 с. — С. 460—463
- Святитель Филарет Московский и духовное просвещение России // Свет Христов просвещает всех: альманах Свято-Филаретовского института. — М.: Ассоциация выпускников и студентов СФИ, 2010. — Вып. 2. — Сентябрь 2010. — С. 9-27
- Из неизданной книги: Из архива протопр. Виталия Борового // Кифа. М.: Издание Преображенского содружества малых православных братств, 2013. — № 4 (158). — С. 6.
- Булгаков и Бердяев: Богословие и Философия. Доклад на семинаре в Шамбези (Швейцария) в связи с празднованием 1000-летия Крещения Руси // Свет Христов просвещает всех: альманах Свято-Филаретовского института. М.: Ассоциация выпускников и студентов СФИ, 2015. — Вып. 16. — С. 9-35.
- О положении женщин в Церкви и обществе // Церковь и время. — 2016 — № 4 (77). — С. 138—164
- К вопросу о православной диаспоре // Церковь и время. — 2016 — № 4 (77). — С. 165—202
- Церкви перед проблемами новой Европы и кризиса в Восточной Европе // Церковь и время. — 2016 — № 4 (77). — С. 203—207
- Московский Патриархат и Киевская митрополия (1589—1687) // Церковь и время. — 2016 — № 4 (77). — С. 208—247
- Прошлое, проблемы и перспективы Русской Православной Церкви (в связи с её Тысячелетием) // Церковь и время. — 2016 — № 4 (77). — С. 248—265.
- Судьбы Флорентийской унии в Польше и в Великом княжестве Литовском (в Белоруссии и на Украине) // Церковь и время. — 2018. — № 1 (82). — C. 67-98
- Польское государство и Православная Церковь в межвоенном периоде на фоне межрелигиозных отношений // Церковь и время. — 2018. — № 3 (84). — C. 149—175
- «Мысль о довершении высшего образования и о научной работе в области истории не покидает меня никогда…». Автобиография иерея Виталия Борового (1945 г.) / публ., предисл. и коммент. А. В. Слесарев // ΧΡΟΝΟΣ. Церковно-исторический альманах. — 2022. — № 10. — С. 139—152.

- The Meaning of Catholicity // Ecumenical Review, 16, № 1, 1963. — P. 24-42.
- Coexistence: A Covenant of Life and Peace // Cross Currents 14, № 3, 1964. — P. 273—285.
- The Question of Reconciliation and Reunion between the Ancient Oriental and the Orthodox Churches // Greek Orthodox Theological Review 10, № 2, 1964—1965. — P. 133—136.
- The Challenge and Relevance of Theology to the Social Revolutions of Our Time // Ecumenical Review 18, № 4, 1966. — P. 454—460.
- Herausforderung und Relevanz der Theologie in der sozialen Revolution unserer Zeit // Reformation und Revolution. Union Verlag. Berlin, 1967. — P. 17-25.
- Perché il vangelo è rivoluzionario. Il fondamento di una teologia al servizio delle rivoluzioni sociali // Vangelo, Violenza, Rivoluzione. «Idoc — Documentinuovi» n. 10; Mondadori. Milano, 1969. — P. 173—182.
- Recognition of Saints and Problems of Anathemas // Greek Orthodox Theological Review 16, № 1-2, 1971. — P. 245—259.
- What is Salvation? An Orthodox Statement // The International Review of Mission. 1972. Vol. 61. — P. 38-45.
- Die Lehre von der Eucharistie und die Praxis in Bezug auf die ökumenische Bewegung // Die Eucharistie. Das Sagorsker Gespräch über das heilige Abendmahl zwischen Vertretern der Evangelischen Kirche in Deutschland und der Russischen Orthodoxen Kirche. Studienheft 8, hg. vom Kirchlichen Außenamt der Evangelischen Kirche in Deutschland, Luther-Verlag, Bielefeld, 1974. — S. 190—202.
- Das Opfer Christi nach der Heiligen Schrift. Der Leib Christi in der doppelten Bedeutung des eucharistischen Leibes und der Kirche als Leib Christi // Das Opfer Christi und das Opfer der Christen. Das Arnoldshainer Gespräch über die Bedeutung des Opfers im heiligen Abendmahl. Siebtes Theologisches Gespräch zwischen Vertretern der Russischen Orthodoxen Kirche und der Evangelischen Kirche in Deutschland vom 6. bis 10. Juni 1976 in der Evangelischen Akademie Arnoldshain. Hg. vom Kirchlichen Außenamt der Evangelischen Kirche in Deutschland (Studienheft 10). Beiheft zur Ökumenischen Rundschau Nr. 34. Verlag Otto Lembeck, Frankfurt am Main, 1979. — S. 136—153.
- Christian Perspectives on Creation in a Time of Ecological Unsustainability // Conference «The Contribution of Faith, Science and Technology in the Struggle for a Just, Participatory and Sustainable Society». July 1979. V. I. — P. 80-86.
- Natur, Mensch und Gott. Neue Perspektiven im christlichen Schöpfungsverständnis angesichts der ökologischen Krise // Zeichen der Zeit 6, 1980. — S. 218—224.
- Die Konsenserklärungen der Kommission für Glauben und Kirchenverfassung zu Taufe, Eucharistie und Amt und ihre Bedeutung auf dem Weg zur Wiederherstellung der Einheit aller Christen // Die Hoffnung auf die Zukunft der Menschheit unter der Verheißung Gottes. Achtes Theologisches Gespräch zwischen Vertretern der Russischen Orthodoxen Kirche und der Evangelischen Kirche in Deutschland vom 10. bis 13. Oktober 1979 im Geistlichen Seminar Odessa. Hg. vom Kirchlichen Außenamt der Evangelischen Kirche in Deutschland (Studienheft 12). Beiheft zur Ökumenischen Rundschau 41. Verlag Otto Lembeck, Frankfurt am Main, 1981. — S. 137—149.
- Evolution et originalité de l‘Eglise locale dé Russie // Eglise locale et eglise universelle. Topike kai kata ten oikoymenen ekklesia. «Etudes theologiques», 1; Ed. du Centre orthodoxe du patriarcat oecumenique. Chambesy-Geneve. 1981. — P. 69-74.
- Taking Steps towards Unity: Life in Unity // The Ecumenical Review. 1984. Vol. 36. — P. 3-10.
- Leben in Einheit // Vancouver 1983. Zeugnisse, Predigten, Ansprachen, Vorträge, Initiativen von der Sechsten Vollversammlung des Ökumenischen Rates der Kirchen in Vancouver, B. C./ Kanada. 24. Juli — 10. August 1983. «Beiheft zur Ökumenischen Rundschau», 48; Verlag Otto Lembeck. Frankfurt am Main. 1984. — S. 65-72.
- The Ecclesiastical Significance of the WCC: The Legacy and Promise of Toronto // The Ecumenical Review. 1988. Vol.40. — P. 3-4.
- Die kirchliche Bedeutung des ÖRK. Vermächtnis und Verheissung von Toronto // Es begann in Amsterdam: Vierzig Jahre Ökumenischer Rat der Kirchen. Hrsg. vom Ökumenischen Rat der Kirchen; «Beiheft zur Ökumenischen Rundschau», 59; Otto Lembeck. Frankfurt am Main. 1989. — S. 151—168.
- Christian Witness to Peace and Justice // Justice, Peace and the Integrity of Creation: Insights from Orthodoxy / Limouris, G (ed). Geneva: World Council of Churches, 1990. — P. 28-39.
- The Trinitarian Basis of Christian Unity // Dialogue & Alliance, 4, № 3, 1990. — P. 31-40.
- Paul VI and his Intervention at the Council during the Discussion on Religious Freedom // Paolo VI e il rapporto chiesamondo al Concilio: Colloquio internazionale di studio. Roma, 22-24 Settembre 1989. Brescia, 1991 (Pubblicazioni dell’Istituto Paolo VI. 11). — P. 205—215.
- The destiny of the Union of Florence in Poland and the great Lithuanian Principality (Byelorussia and the Ukraine) // Christian unity : The Council of Ferrara-Florence, 1438/39-1989. «Bibliotheca Ephemeridum Theologicarum Lovaniensium», 97; Leuven. University Press — Peeters. 1991. — P. 555—571.
- Frieden, Gerechtigkeit und Bewahrung der Schöpfung als Aufgabe der Kirche // Der Ökumenische Patriarch Jeremias II von Konstantinopel und die Anfänge des Moskauer Patriarchates: Referate und Beiträge auf dem Internationalen Wissenschaftlichen Symposion in Bad Alexandersbad, 10-15 Juni 1989. «Oikonomia», 27; (Lehrstuhl für Geschichte und Theologie des Christlichen Ostens) — Flacius-Verlag. Erlangen — Fürth. 1991. — S. 309—322.
- Taufe, Eucharistie und Amt. Bewertung der Lima-Dokumente in der Russischen Orthodoxen Kirche // Der bischöfliche Dienst in der Kirche. Zehnter bilateraler theologischer Dialog zwischen der Russischen Orthodoxen Kirche und der Evangelischen Kirche in Deutschland vom 25. bis 29. September 1984 in Kiev. Hg. von Heinz Joachim Held und Klaus Schwarz im Auftrag des Kirchenamtes der Evangelischen Kirche in Deutschland (Studienheft 18). Beiheft zur Ökumenischen Rundschau Nr. 53. Otto Lembeck, Frankfurt am Main 1992. — S. 113—125.
- The Ecclesiastical Significance of the WCC: The Legacy and Promise of Toronto // Orthodox Visions of Ecumenism. Statements, Messages and Reports on the Ecumenical Movement 1902—1992 / G. Limouris, ed. Geneva: WCC Publications, 1994. — P. 199—212.
- Christian Orthodoxy in the Modern World // Orthodox Christians and Jews on Continuity and Renewal. The Third Academic Meeting between Orthodoxy and Judaism, Athens, 1993. Ed. by Malcolm Lowe. Jerusalem: Ecumenical Theological Research Fraternity in Israel, 1994 (Immanuel 26/27). — P. 107—119.
- Il significato del Concilio Vaticano II per la Chiesa ortodossa russa // Vatican II in Moscow (1959—1965). Acts of the Colloquium on the History of Vatican II. Moscow, March 30-April 2, 1995 / A. Melloni, ed. Leuven, 1997. — P. 78.
- Vom Zusammenleben der Orthodoxen und Katholiken in der heutigen Ukraine und in Weißrußland // Beitrag aus Zeitschrift / Kirche im Osten, Bd. 38, 1995. — S. 79-88.
- Erneuerung des Christen und der Gesellschaft // Die Rolle der Kirche in der sich erneuernden Gesellschaft. Siebter bilateraler theologischer Dialog zwischen dem Bund der Evangelischen Kirchen in der DDR und der Russischen Orthodoxen Kirche (Sagorsk VII) vom 1. bis 6. Oktober 1990 im Dreifaltigkeitskloster des heiligen Sergius, Sagorsk (UdSSR). In: Studienheft 22. Bilaterale theologische Dialoge mit der Russischen Orthodoxen Kirche. Hg. von Klaus Schwarz im Auftrag des Kirchenamtes der Evangelischen Kirche in Deutschland. Missionshandlung Hermannsburg, 1996. — S. 231—238.
- Second Vatican Council and its Significance for the Russian Orthodox Church // The Holy Russian Church and Western Christianity. London: Maryknoll, NY: SCM Press, 1996.
- El Concilio Vaticano II y su Significado para la Iglesia Ortodoxa Rusa // Concilium Revista Internacional de Teología, v.32, n. 268, (Dic, 1996). — P. 1095—1108.
- Tragödie des westlichen, byzantinischen und russischen utopischen Maximalismus als eine historische Warnungan die heutige Russische Orthodoxe Kirche // In der Wahrheit bleiben, 1996. — S. 22-31.
- Die Maßnahmen des Moskauer Patriarchats 1990—1992 zur Beilegung des interkonfessionellen Konflikts in der Westukraine // Die russische Kirche und das Christentum im Westen Inhalt. Concilium 1996 Heft 6 (32). — S. 551—558.
- The Second Vatican Council and its Significance for the Russian Orthodox Church // The Holy Russian Church and Western Christianity. Ed. Giuseppe Alberigo and Oscar Beozzo. (Concilium 1996/6) Maryknoll: Orbis Books, 1996. — P. 130—142.
- ft // Teilnahme an der ökumenischen Bewegung, Predigt heute, Christsein in der sozialistischen Gesellschaft. Erstes Theologisches Gespräch zwischen dem Bund der Evangelischen Kirchen in der DDR und der Russischen Orthodoxen Kirche (Sagorsk I) vom 8.-11. Juni 1974 in Sagorsk. Studienheft 25: Sagorsk. Theologische Gespräche mit der Russischen Orthodoxen Kirche. Hg. von Rolf Koppe im Auftrag des Kirchenamtes der Evangelischen Kirche in Deutschland. Missionshandlung Hermannsburg, 1998. — S. 105—127.
- Die Taufpraxis und ihr Vergleich mit liturgischen Formen // Gottes Volk und Völkerwelt im Lichte der Taufe. Sechstes Theologisches Gespräch zwischen der Russischen Orthodoxen Kirche und dem Bund der Evangelischen Kirche in der DDR (Sagorsk VI) vom 13. bis 17. Oktober 1987 in Wittenberg. In: Studienheft 25: Sagorsk. Theologische Gespräche mit der Russischen Orthodoxen Kirche. Hg. von Rolf Koppe im Auftrag des Kirchenamtes der Evangelischen Kirche in Deutschland. Missionshandlung Hermannsburg, 1998. — S. 383—398.
- Bulgakov and Berdyayev: Theology and Philosophy // SFI Academic Periodical «The Light of Christ Enlightens All». 2015, issue 16. — P. 9-35.

книги
- «Быть свидетелями Христа. Проповеди». Москва: Свято-Сергиевское братство, 2006. — 248 с.
  - Быть свидетелями Христа: Проповеди / 2-е изд., испр. и доп. М.: Свято-Филаретовский православно-христианский институт, 2016. — 290 с.
- Протопресвитер Виталий Боровой (1916—2008) [Сборник трудов и воспоминаний] : пастырь, богослов, педагог, дипломат / сост., авт. предисл. прот. А. Фролов; ред. Николай Балашов. — М. : Издательство Московской Патриархии Русской Православной Церкви, 2018. — 808 с. — ISBN 978-5-88017-758-5

## Награды
Ордена РПЦ:
- Орден святого равноапостольного великого князя Владимира II степени (1980)
- Орден преподобного Сергия Радонежского I степени (1986)
- Орден святого благоверного князя Даниила Московского I степени (1991)
- Орден святителя Иннокентия, митрополита Московского и Коломенского II степени (17 января 2006 года)[10]

Государственные:
- Орден Почёта (2000) — за большой вклад в укрепление гражданского мира и возрождение духовно-нравственных традиций[11]

Прочие:
- Польская премия им. св. Альберта «за труды по укреплению межцерковных связей» (23 февраля 2001[12])